# Montigny-sur-Chiers
Montigny-sur-Chiers – miejscowość i gmina we Francji, w regionie Grand Est, w departamencie Meurthe i Mozela.
Według danych na rok 1990 gminę zamieszkiwało 507 osób, a gęstość zaludnienia wynosiła 54 osób/km² (wśród 2335 gmin Lotaryngii Montigny-sur-Chiers plasuje się na 589. miejscu pod względem liczby ludności, natomiast pod względem powierzchni na miejscu 640.).